# فیلم‌فری‌وی
فیلم‌فری‌وی (به انگلیسی: FilmFreeway) وبگاهی برای فیلمسازان است تا فیلم‌های خود را به صدها جشنواره فیلم در سراسر جهان ارسال کنند. در سال ۲۰۱۴ در کانادا به عنوان یک استارت آپ چهار نفره شروع به کار کرد، و به‌طور پیوسته در حال تکمیل به شرکت بسیار بزرگتر متعلق به آمازون، Withoutabox، رشد کرد. تا آن زمان، Withoutabox یک انحصار مجازی در فرایند ارسال جشنواره فیلم دیجیتال داشت. با بسته شدن Withoutabox در سپتامبر ۲۰۱۹، فیلم‌فری‌وی به ابزار پیش‌فرض برای فرایند ارسال جشنواره فیلم در سراسر جهان تبدیل شد. فیلم‌فری‌وی توسط انتشارات بک‌استیج و پورتال سرگرمی-صنعتی در سپتامبر ۲۰۲۱ خریداری شد.